# نسخة منظمة بالكوكايين والأمفيتامين
النسخة المنظَّمة بالكوكايين والأمفيتامين واختصارا كارت (CART) هو ببتيد عصبي يُرمّز لدى البشر بواسطة الجين CARTPT. يبدو أن لكارت دور في المكافأة، التغذي، والضغط، ويملك خصائص وظيفية كتلك التي تتميز بها المنبهات النفسية داخلية المنشأ.

## الوظيفة
كارت هو ببتيد عصبي يُنتِج لدى الحيوانات تأثيرات سلوكية مماثلة للتأثيرات التي يُنتجها الكوكايين والأمفيتامين، لكنه يمنع تأثيرات الكوكايين حين يتم تناولهما في نفس الوقت. يوجد هذا الببتيد في عدة مناطق منها المنطقة السقيفية البطنية بالدماغ. لوحظت زيادة في الحركة حين يُحقن كارت في المنطقة السقيفية البطنية الخاصة بالجرذان، وهي إحدى علامات "تنبيه الجهاز العصبي المركزي" التي تسببها المنبهات النفسية مثل الكوكايين والأمفيتامين. تميل نفس الجرذان للعودة إلى المكان الذي حُقنت فيه ويُسمى هذا السلوك بتفضيل المكان المشروط وقد لوُحظ بعد حقن الجرذان بالكوكايين كذلك.
يبدو أن لببتيدات كارت وبالتحديد كارت (55-102) وظيفة مهمة في تنظيم استتباب الطاقة وتتآثر مع العديد من دارات الشهية تحت المهادية. يُنظَّم التعبير عن كارت بواسطة العديد من الهرمونات الببتيدية المحيطية التي لها دور في تنظيم الشهية ومنها: لبتين، كوليسيستوكينين وجريلين مع امتلاك كارت وكوليسيستوكينين تأثيرات تآزرية في تنظيم الشهية.
يُفرز كارت استجابة لإفراز الدوبامين المتكرر في النواة المتكئة، ويمكن أن يُنظِّم نشاط العصبونات في تلك المنطقة. يُنظِم CREB إنتاج كارت بالزيادة، وهو بروتين يُعتقد أن له دور في تطور إدمان العقار، ويمكن أن يكون كارت هدفا علاجيا مهما في علاج إساءة تعاطي المنبهات.